# ليفين (باد كاليه)
ليفين، باد كاليه (بالفرنسية: Liévin)‏ هي بلدية تقع في إقليم باد كاليه من منطقة نور با دو كاليه في شمال فرنسا. تبلغ مساحة هذه المدينة 12.83 (كم²)، وترتفع عن سطح البحر م، يبلغ عدد سكانها 33022 نسمة حسب إحصاء المعهد الوطني للإحصاء والدراسات الاقتصادية سنة 2009 م. وترأس Jean-Pierre Kucheida البلدية خلال فترة (2001–2008).

## توأمة
لليفين (باد كاليه) اتفاقيات توأمة مع كل من:
- La Valette-du-Var [الإنجليزية]‏ منذ (2000 - )
- هونلمبورغ [الإنجليزية]‏ منذ (1960 - )
- بروك ان دير مور منذ (1999 - )[11]
- Pasvalys [الإنجليزية]‏ منذ (1999 - )
- ريبنيك (2000 - )
- Mouscron [الإنجليزية]‏ منذ (2005 - )

## أعلام
- روبير ديفوسي
- جورج كاربنتر